# 3979 Brorsen
3979 Brorsen è un asteroide della fascia principale del diametro medio di circa 19,19 km. Scoperto nel 1983, presenta un'orbita caratterizzata da un semiasse maggiore pari a 3,1035731 UA e da un'eccentricità di 0,0366727, inclinata di 3,06296° rispetto all'eclittica.
L'asteroide, scoperto da Antonín Mrkos a Klet, è stato così nominato in onore di Theodor Brorsen,  su proposta di Jana Tichá (MPC 27734 – 28 agosto 1996)